# Ophiopsila multipapillata
Ophiopsila multipapillata är en ormstjärneart som beskrevs av Guille och Jacques Jangoux 1978. Ophiopsila multipapillata ingår i släktet Ophiopsila och familjen Ophiocomidae. Inga underarter finns listade i Catalogue of Life.